# Вест Свонзи (Њу Хемпшир)
Вест Свонзи (енгл. West Swanzey) насељено је место без административног статуса у америчкој савезној држави Њу Хемпшир.

## Демографија
По попису из 2010. године број становника је 1.308, што је 190 (17,0%) становника више него 2000. године.
| Група             | 2000.         | 2010.         |
| Белци             | 1.095 (97,9%) | 1.204 (92,0%) |
| Афроамериканци    | 2 (0,2%)      | 10 (0,8%)     |
| Азијати           | 2 (0,2%)      | 58 (4,4%)     |
| Хиспаноамериканци | 4 (0,4%)      | 16 (1,2%)     |
| Укупно            | 1.118         | 1.308         |